# Hebronský masakr

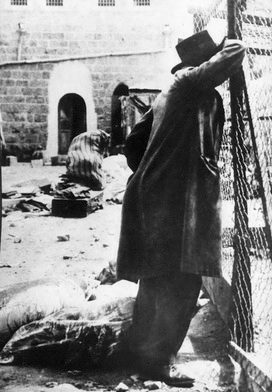
Přeživší Žid truchlí po masakru v Hebronu

Jako hebronský masakr se označuje masová vražda 67 Židů (převážně ultraortodoxních), která proběhla ve dnech 23. až 24. srpna 1929 v Hebronu, který byl tehdy součástí Britského mandátu Palestina. Ty zavraždili Arabové, kteří byli rozhořčeni nepravdivými zvěstmi, že Židé zabíjejí Araby v Jeruzalémě, a že získali kontrolu nad muslimskými svatými místy. Tento masakr, společně se Safedským masakrem, šokoval židovské komunity v Palestině i po celém světě. Šlo o součást krvavých nepokojů v Palestině v roce 1929.
Přeživší masakru byli donuceni opustit Hebron a jejich majetek byl rozebrán arabským obyvatelstvem a okupován až do šestidenní války v roce 1967. Vedl rovněž k reorganizaci a rozvoji židovské podzemní organizace Hagana, která se později stala Izraelskými obrannými silami.

## Pozadí
V pozadí hebronského masakru lze nalézt arabsko-židovský spor o Západní zeď v Jeruzalémě a politizaci tohoto a jiných náboženských míst náboženskými vůdci a představiteli radikálních skupin. Ohledně náboženského využívání Západní zdi panoval mezi Židy a Araby již po několik století tzv. status quo, který byl aplikován i za muslimské nadvlády. V první polovině roku 1929 však byly židovské modlitby u Západní zdi zdrojem arabských protestů. Jeruzalémský muftí Amín al-Husajní například nařídil zahájit stavební práce poblíž Západní zdi a konat hlasité muslimské náboženské obřady jen proto, aby zamezil židovským modlitbám. Židé si proti takovému počínání stěžovali a po několika měsících rozhodla 11. června mandátní správa, že „židovští věřící nebudou vyrušováni během obvyklých hodin svých modliteb.“ Dne 16. srpna proběhl schválený pochod židovské pravicové mládeže k Západní zdi, v němž nechyběli členové revizionistického Bejtaru a Vladimír Žabotinský, který u Zdi vyvěsili židovskou národní vlajku (současnou izraelskou) a zpívali Hatikvu (současnou izraelskou hymnu). Britská správa sice zajistila, aby nedocházelo k vzájemným incidentům; šířily se však zvěsti, že Židé napadli místní obyvatelstvo a znesvětili jméno proroka Mohameda. V reakci na to pochodovala následující den vrchní muslimská rada a davy Arabů ke Zdi, kde bili židovské věřící, pálili svitky Tóry a modlitební knížky. Tyto arabské nepokoje pokračovaly a následující den byl v bucharské čtvrti pobodán mladý sefardský Žid, který následně v nemocnici zraněním podlehl.

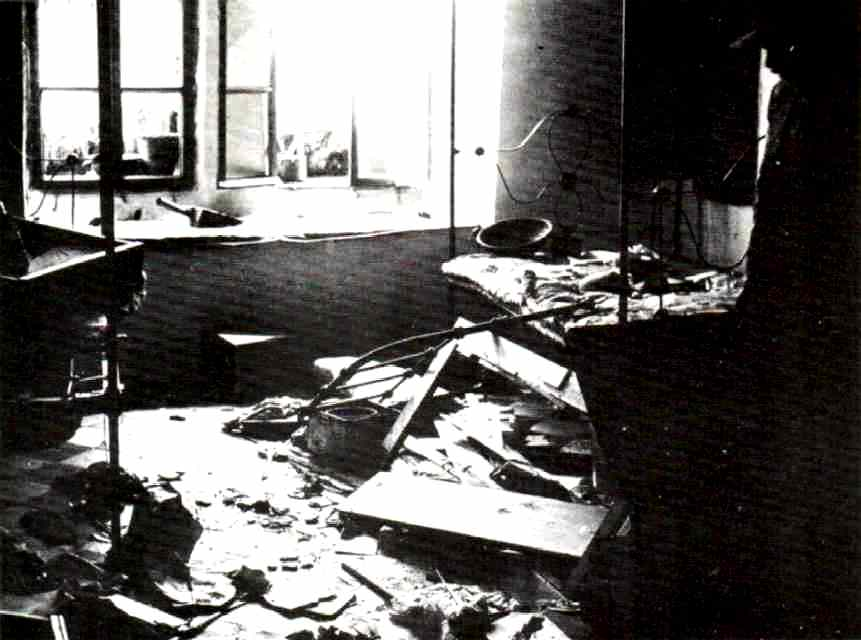
Zničený dům v Hebronu

V této protižidovské atmosféře se mezi Araby začala šířit fáma o chystaném židovském útoku na jeruzalémské mešity. Arabové po celé mandátní Palestině vyzývali k „obraně al-Aksy proti židovským útokům.“ 23. srpna do Jeruzaléma proudily davy Arabů, kteří si na nádvoří mešity al-Aksá vyslechli kázání jeruzalémského muftího, načež zaútočili na ortodoxní židovské čtvrtě nejen v Jeruzalémě, ale na i Židy v dalších částech mandátní Palestiny. Nejbrutálnější útok provedli v ortodoxní čtvrti v Hebronu, kde zabili přes 60 lidí a dalších 50 zranili. Násilnosti však probíhaly i v Haifě, Jaffě a Tel Avivu. Mandátní správa popsala útok v Hebronu následovně: „Tento divoký útok, jehož jakékoli odsouzení nemůže být dosti přísné, byl doprovázen svévolným ničením a pleněním.“
Na tyto útoky Židé reagovali a v odvetě napadali mešity po celé Palestině. Britská správa nebyla schopna nepokoje sama zvládnout, a tak požádala o vojenskou pomoc Egypt. Ta však dorazila až po třech dnech a pořádek se podařilo zjednat až 28. srpna. Když došlo k nastolení pořádku, bylo na židovské straně 133 mrtvých a 399 zraněných. Na arabské straně pak 178 mrtvých a 87 zraněných. Ne všichni Arabové se však chovali brutálně. Podle izraelského historika Toma Segeva bylo celkem 435 hebronských Židů zachráněno místními Araby.
Po arabských útocích se z Anglie vrátil do té doby nepřítomný vysoký komisař John Chancellor. Bezprostředně po svém návratu vydal 1. září prohlášení v němž odsoudil arabská zvěrstva, načež uložil arabským městům a vesnicím těžké pokuty a oznámil zřízení vyšetřovací komise, která měla prozkoumat chování obou stran. Komise vedená sirem Walterem Shawem po svém pátrání vydala tzv. Shawovu zprávu, která za nepokoje shledala přímo odpovědného velkého jeruzalémského muftího al-Husajního. Nadto se kriticky postavila proti převodům arabské půdy pro Židy a vyslovila se pro omezení židovského přistěhovalectví. Britská vláda však výzvy komise nepřijala a namísto toho vytvořila novou vyšetřovací komisi pod vedením sira Johna Hope-Simpsona. Závěry této komise byly shrnuty v Passfieldově bílé knize, která vyjadřovala velice negativně vůči sionistům. Zpráva však ve Spojeném království vyvolala vládní krizi a nakonec byla zamítnuta.